# 通济桥 (黟县)
29°56′04″N 117°56′48″E / 29.934578°N 117.946535°E
通济桥原名戊己桥，俗称北门桥，为位于中国安徽省黄山市黟县碧阳镇的一座清代三孔石拱桥，坐落于原黟县县城北门临漳门外，南北向横跨漳河，初建于南宋淳熙五年（岁次戊子，1178年），明嘉靖二十年（岁次己丑，1541年）重建，并取两次修桥时间的天干将桥命名为戊己桥，清乾隆十九年（1754）再次重建并改为今名，光绪九年（1883年）和1982年曾重修。桥长32米，宽6.5米，高约10米（取现场碑记数据），西侧桥墩伸出桥体并削成尖状，以利分水。